# Marc Fontan
Marc Fontan (Canet-en-Roussillon, 20 de octubre de 1956) fue un expiloto de motociclismo francés que compitió internacionalmente a comienzos de la década de 1980 en el Campeonato del Mundo de Motociclismo. Su mejor posición fue un sexto puesto en la clasificación general de 500 cc en 1983.
Marc Fontan comenzó con la Copa Kawasaki en 1977, donde ganó 7 de las ocho carreras del campeonato. Especialista en carreras de resistencia, en 1980 ganó el primer Campeonato del Mundo, formando pareja con Hervé Moineau en el equipo oficial de Honda. Ese mismo año habían ganado las 24 Horas de Le Mans.

## Resultados en el Campeonato del Mundo
Sistema de puntuación desde 1969 hasta 1987:
| Posición | 1.º | 2.º | 3.º | 4.º | 5.º | 6.º | 7.º | 8.º | 9.º | 10.º |
| Puntos   | 15  | 12  | 10  | 8   | 6   | 5   | 4   | 3   | 2   | 1    |

Sistema de puntuación desde 1988 hasta 1991:
| Posición | 1.º | 2.º | 3.º | 4.º | 5.º | 6.º | 7.º | 8.º | 9.º | 10.º | 11.º | 12.º | 13.º | 14.º | 15.º |
| Puntos   | 20  | 17  | 15  | 13  | 11  | 10  | 9   | 8   | 7   | 6    | 5    | 4    | 3    | 2    | 1    |

### Carreras por año
(Carreras en negrita indica pole position, carreras en cursiva indica vuelta rápida)
| Año  | Cat.  | Equipo         | 1     | 2       | 3       | 4       | 5      | 6     | 7       | 8       | 9     | 10     | 11    | 12      | 13      | 14    | 15 | Pts. | Pos. |
| ---- | ----- | -------------- | ----- | ------- | ------- | ------- | ------ | ----- | ------- | ------- | ----- | ------ | ----- | ------- | ------- | ----- | -- | ---- | ---- |
| 1978 | 250cc | Yamaha         | VEN - | ESP -   |         | FRA -   | NAT -  | NED - | BEL -   | SWE -   | FIN - | GBR 10 | GER - |         | YUG -   |       |    | 1    | 28.º |
| 1981 | 500cc | Sonauto-Yamaha |       | AUT 12  | GER 9   | NAT Ret | FRA 10 |       | YUG Ret | NED 13  | BEL 8 | RSM 8  | GBR 5 | FIN 6   | SWE 6   |       |    | 25   | 9.º  |
| 1982 | 500cc | Sonauto-Yamaha | ARG 7 | AUT Ret | FRA DNS | ESP 7   | NAT 9  | NED 9 | BEL 10  | YUG Ret | GBR 8 | SWE 4  |       |         | RSM DNS | GER 6 |    | 29   | 10.º |
| 1983 | 500cc | Sonauto-Yamaha | RSA 4 | FRA 6   | NAT 7   | GER 6   | ESP 7  | AUT 6 | YUG 6   | NED 7   | BEL 6 | GBR 5  | SWE 4 | RSM DNS |         |       |    | 64   | 6.º  |